# Élections législatives de 1997 dans l'Aude
Les élections législatives françaises de 1997 se déroulent les 25 mai et 1er juin 1997. Dans le département de l'Aude, trois députés sont à élire dans le cadre de trois circonscriptions.

## Élus
| Circonscription | Député sortant | Parti | Parti    | Député élu ou réélu | Parti | Parti |
| --------------- | -------------- | ----- | -------- | ------------------- | ----- | ----- |
| 1re             | Gérard Larrat  |       | UDF (PR) | Jean-Claude Perez   |       | PS    |
| 2e              | Alain Madalle  |       | RPR      | Jacques Bascou      |       | PS    |
| 3e              | Daniel Arata   |       | RPR      | Jean-Paul Dupré     |       | PS    |

## Résultats

### Résultats à l'échelle du département
| Parti          | Parti                               | Premier tour | Premier tour | Second tour | Second tour | Sièges |
| Parti          | Parti                               | Voix         | %            | Voix        | %           | Sièges |
| -------------- | ----------------------------------- | ------------ | ------------ | ----------- | ----------- | ------ |
|                | Parti socialiste                    | 56 119       | 35,90        | 97 596      | 61,23       | 3      |
|                | Parti communiste français           | 19 952       | 12,76        |             |             | 0      |
|                | Les Verts                           | 4 638        | 2,97         | 0           |             |        |
|                | Divers gauche                       | 3 047        | 1,95         | 0           |             |        |
|                | Gauche plurielle                    | 83 756       | 53,58        | 97 596      | 61,23       | 3      |
|                |                                     |              |              |             |             |        |
|                | Rassemblement pour la République    | 26 875       | 17,19        | 43 687      | 27,41       | 0      |
|                | Union pour la démocratie française  | 10 836       | 6,93         | 18 105      | 11,36       | 0      |
|                | La Droite indépendante              | 3 469        | 2,22         |             |             | 0      |
|                | Divers droite                       | 2 603        | 1,67         | 0           |             |        |
|                | Droite parlementaire                | 43 783       | 28,01        | 61 792      | 38,77       | 0      |
|                |                                     |              |              |             |             |        |
|                | Front national                      | 22 435       | 14,35        |             |             | 0      |
|                | Divers écologiste dont LT-LNÉ et GÉ | 4 405        | 2,82         | 0           |             |        |
|                | Extrême gauche dont LCR et PT       | 1 186        | 0,76         | 0           |             |        |
|                | Divers                              | 561          | 0,36         | 0           |             |        |
|                | Extrême droite                      | 208          | 0,13         | 0           |             |        |
|                |                                     |              |              |             |             |        |
| Inscrits       | Inscrits                            | 224 007      | 100,00       | 223 954     | 100,00      | 3      |
| Abstentions    | Abstentions                         | 59 878       | 26,73        | 52 975      | 23,65       |        |
| Votants        | Votants                             | 164 129      | 73,27        | 170 979     | 76,35       |        |
| Blancs et nuls | Blancs et nuls                      | 7 795        | 4,75         | 11 591      | 6,78        |        |
| Exprimés       | Exprimés                            | 156 334      | 95,25        | 159 388     | 93,22       |        |

### Résultats par circonscription

#### Première circonscription (Carcassonne)
| Candidat       | Candidat              | Parti             | Premier tour | Premier tour | Second tour | Second tour |  |
| Candidat       | Candidat              | Parti             | Voix         | %            | Voix        | %           |  |
| -------------- | --------------------- | ----------------- | ------------ | ------------ | ----------- | ----------- |  |
|                | Jean-Claude Perez élu | PS                | 15 447       | 34,43        | 27 975      | 60,71       |  |
|                | Gérard Larrat sortant | UDF (PR)          | 10 836       | 24,15        | 18 105      | 39,29       |  |
|                | Henri Escortell       | FN                | 6 757        | 15,06        |             |             |  |
|                | Henry Garino          | PCF               | 6 589        | 14,69        |             |             |  |
|                | Jean-Marc Pagel       | LDI (MPF)         | 1 161        | 2,59         |             |             |  |
|                | Bernard Gils          | Les Verts         | 1 075        | 2,4          |             |             |  |
|                | Joëlle Duchemin       | GÉ                | 620          | 1,38         |             |             |  |
|                | Muriel Laffont        | LT-LNÉ            | 586          | 1,31         |             |             |  |
|                | Jacques Vieules       | PT                | 540          | 1,2          |             |             |  |
|                | Philippe Pivan        | MDC               | 478          | 1,07         |             |             |  |
|                | Jacques Doucet        | Divers écologiste | 433          | 0,97         |             |             |  |
|                | Paul Douladoure       | US4J              | 345          | 0,77         |             |             |  |
|                |                       |                   |              |              |             |             |  |
| Inscrits       | Inscrits              | Inscrits          | 64 578       | 100,00       | 64 547      | 100,00      |  |
| Abstentions    | Abstentions           | Abstentions       | 17 544       | 27,17        | 15 314      | 23,73       |  |
| Votants        | Votants               | Votants           | 47 034       | 72,83        | 49 233      | 76,27       |  |
| Blancs et nuls | Blancs et nuls        | Blancs et nuls    | 2 167        | 4,61         | 3 153       | 6,4         |  |
| Exprimés       | Exprimés              | Exprimés          | 44 867       | 95,39        | 46 080      | 93,6        |  |

#### Deuxième circonscription (Narbonne)
| Candidat       | Candidat              | Parti          | Premier tour | Premier tour | Second tour | Second tour |  |
| Candidat       | Candidat              | Parti          | Voix         | %            | Voix        | %           |  |
| -------------- | --------------------- | -------------- | ------------ | ------------ | ----------- | ----------- |  |
|                | Jacques Bascou élu    | PS             | 20 345       | 32,94        | 38 561      | 61,76       |  |
|                | Alain Madalle sortant | RPR            | 13 291       | 21,52        | 23 872      | 38,24       |  |
|                | Yvonne Garnier        | FN             | 9 756        | 15,8         |             |             |  |
|                | Joseph Perez          | PCF            | 8 654        | 14,01        |             |             |  |
|                | Jean-Michel Feste     | Divers droite  | 2 586        | 4,19         |             |             |  |
|                | Maryse Arditi         | Les Verts      | 2 040        | 3,3          |             |             |  |
|                | Alain Viard           | MDC            | 1 111        | 1,8          |             |             |  |
|                | Michel Sauvain        | LDI (MPF)      | 1 044        | 1,69         |             |             |  |
|                | Daniel Bernard        | GÉ             | 816          | 0,88         |             |             |  |
|                | Stéphane Lecacheur    | LT-LNÉ         | 775          | 1,25         |             |             |  |
|                | Marie-Lise Floutier   | LCR            | 646          | 1,05         |             |             |  |
|                | Sylviane Laviolette   | US4J           | 469          | 0,76         |             |             |  |
|                | Patrick Amouroux      | Extrême droite | 208          | 0,34         |             |             |  |
|                | Guy Drouard           | Divers droite  | 17           | 0,03         |             |             |  |
|                | René Arnold           | Divers droite  | 0            | 0            |             |             |  |
|                |                       |                |              |              |             |             |  |
| Inscrits       | Inscrits              | Inscrits       | 90 153       | 100,00       | 90 135      | 100,00      |  |
| Abstentions    | Abstentions           | Abstentions    | 25 405       | 28,18        | 22 771      | 25,26       |  |
| Votants        | Votants               | Votants        | 64 748       | 71,82        | 67 364      | 74,74       |  |
| Blancs et nuls | Blancs et nuls        | Blancs et nuls | 2 990        | 4,62         | 4 931       | 7,32        |  |
| Exprimés       | Exprimés              | Exprimés       | 61 758       | 95,38        | 62 433      | 92,68       |  |

#### Troisième circonscription (Castelnaudary - Limoux)
| Candidat       | Candidat              | Parti          | Premier tour | Premier tour | Second tour | Second tour |  |
| Candidat       | Candidat              | Parti          | Voix         | %            | Voix        | %           |  |
| -------------- | --------------------- | -------------- | ------------ | ------------ | ----------- | ----------- |  |
|                | Jean-Paul Dupré élu   | PS             | 20 327       | 40,89        | 31 060      | 61,05       |  |
|                | Daniel Arata sortant  | RPR            | 13 584       | 27,33        | 19 815      | 38,95       |  |
|                | Jean-Pierre Cordier   | FN             | 5 922        | 11,91        |             |             |  |
|                | Yvan Cazcarra         | PCF            | 4 709        | 9,47         |             |             |  |
|                | Michel Cornuet        | Les Verts      | 1 523        | 3,06         |             |             |  |
|                | Jean-François Leclerc | LDI (MPF)      | 1 264        | 2,54         |             |             |  |
|                | Monique Raynaud       | GÉ             | 692          | 1,39         |             |             |  |
|                | Marie-France Urban    | US4J           | 644          | 1,3          |             |             |  |
|                | Jean-Pierre Bourgeau  | Divers         | 561          | 1,13         |             |             |  |
|                | Solange Jacquet       | LT-LNÉ         | 483          | 0,97         |             |             |  |
|                |                       |                |              |              |             |             |  |
| Inscrits       | Inscrits              | Inscrits       | 69 276       | 100,00       | 69 272      | 100,00      |  |
| Abstentions    | Abstentions           | Abstentions    | 16 929       | 24,44        | 14 890      | 21,49       |  |
| Votants        | Votants               | Votants        | 52 347       | 75,56        | 54 382      | 78,51       |  |
| Blancs et nuls | Blancs et nuls        | Blancs et nuls | 2 638        | 5,04         | 3 507       | 6,45        |  |
| Exprimés       | Exprimés              | Exprimés       | 49 709       | 94,96        | 50 875      | 93,55       |  |